# Frans Bolsius
Frans Jozef Bolsius (Roermond, 8 maart 1869 – aldaar, 29 augustus 1951) was een Nederlands jurist en politicus.

## Leven en werk
Bolsius was een zoon van de architect Antonius Cornelis Bolsius en Maria Christina Hubertina Josephina Stoltzenberg. Hij studeerde rechten aan de gemeentelijke universiteit in Amsterdam en promoveerde in 1898 cum laude op zijn proefschrift Van de invloed der Dwaling in het recht op de strafbaarheid. Hij vestigde zich als advocaat in zijn geboorteplaats en werd er in 1901 benoemd tot rechter-plaatsvervanger. Tien jaar later volgde de benoeming tot president van de Rechtbank Roermond (1911-1939). 
Bolsius was ook politiek actief, hij was van 1900 tot 1913 lid van de Tweede Kamer der Staten-Generaal. Aanvankelijk voor de katholieken en later voor de Algemeene Bond. In 1909 werd hij benoemd tot Ridder in de Orde van de Nederlandse Leeuw.
Bolsius overleed in 1951, op 82-jarige leeftijd. Hij werd na zijn overlijden bijgezet in de grafkapel van de familie Stoltzenberg op de begraafplaats Nabij de Kapel in 't Zand in Roermond.